# Simo Lipsanen
Simo Lipsanen (* 13. September 1995 in Lappeenranta) ist ein finnischer Leichtathlet, der sich auf den Dreisprung spezialisiert hat. In dieser Disziplin ist er Inhaber des finnischen Nationalrekords.

## Sportliche Laufbahn
Simo Lipsanen nahm erstmals 2012 an den finnischen U18-Hallnmeisterschaften im Dreisprung teil, bei denen er die Bronzemedaille gewann. Ab 2014 dann auch erstmals bei den Erwachsenen, bei denen er bei den nationalen Meisterschaften die Silbermedaille gewann. 2015 nahm er erstmals mit der finnischen Mannschaft an der Team-Europameisterschaft teil. In seinem Wettkampf sprang er dabei die drittbeste Weite. Im Juli trat er bei den U23-Europameisterschaften in Tallinn an. Mit 16,10 m qualifizierte er sich für das Finale, in dem er auf dem siebten Platz landete.
Im März 2017 trat er bei den Halleneuropameisterschaften in Belgrad an. Dabei gelang ihm der Einzug in das Finale, in dem er mit 16,84 m den siebten Platz belegte. Im Juli trat er dann letztmals bei den U23-Europameisterschaften an. Mit 16,42 m zog er in das Finale ein, in dem er sich auf 17,14 m steigerte, die neben einem neuen Nationalrekord auch den Vizemeistertitel bedeuteten. Beim abschließenden Saisonhöhepunkt, den Weltmeisterschaften in London, scheiterte er in der Qualifikation und landete am Ende auf dem 17. Platz. 2018 zog er bei den Europameisterschaften in Berlin in das Finale ein, in dem er mit einer Weite von 16,46 m Neunter wurde.
Im Februar 2019 stellte er mit 16,98 m dann auch in der Halle einen neuen Nationalrekord auf. Diese Weite konnte er bei den Halleneuropameisterschaften in Glasgow nicht bestätigen, bei denen er knapp in der Qualifikation scheiterte und erneut den neunten Platz belegte. Im Oktober belegte er bei den Weltmeisterschaften in Doha den 23. Platz. 2022 trat er bei den Europameisterschaften in München an. In der Qualifikation kam er allerdings nicht über eine Weite von 15,93 m hinaus, wodurch er den Einzug in das Finale verpasste. Lipsanen gewann bislang mehr als zehn nationale Meistertitel, sowohl im Dreisprung als auch im Weitsprung.

## Wichtige Wettbewerbe
| Jahr                 | Veranstaltung               | Ort                  | Platz                | Disziplin            | Weite/Zeit           |
| Startet für Finnland | Startet für Finnland        | Startet für Finnland | Startet für Finnland | Startet für Finnland | Startet für Finnland |
| -------------------- | --------------------------- | -------------------- | -------------------- | -------------------- | -------------------- |
| 2015                 | U23-Europameisterschaften   | Tallinn              | 7.                   | Dreisprung           | 16,02 m              |
| 2017                 | Halleneuropameisterschaften | Belgrad              | 7.                   | Dreisprung           | 16,84 m              |
| 2017                 | U23-Europameisterschaften   | Bydgoszcz            | 2.                   | Dreisprung           | 17,14 m              |
| 2017                 | Weltmeisterschaften         | London               | 17.                  | Dreisprung           | 16,54 m              |
| 2018                 | Europameisterschaften       | Berlin               | 9.                   | Dreisprung           | 16,46 m              |
| 2019                 | Halleneuropameisterschaften | Glasgow              | 9.                   | Dreisprung           | 16,43 m              |
| 2019                 | Weltmeisterschaften         | Doha                 | 23.                  | Dreisprung           | 16,47 m              |
| 2022                 | Europameisterschaften       | München              | 17.                  | Dreisprung           | 15,93 m              |

## Persönliche Bestleistungen
- Weitsprung: 7,65 m, 19. Juni 2019, Jyväskylä
  - Weitsprung (Halle): 7,76 m, 19. Februar 2017, Jyväskylä

- Dreisprung: 17,14 m, 16. Juli 2017, Bydgoszcz, (finnischer Rekord)
  - Dreisprung (Halle): 16,98 m, 10. Februar 2019, Liévin, (finnischer Rekord)